# Julius Aßfalg
Julius Aßfalg (* 6. November 1919 in Hohenaschau im Chiemgau; †  12. Januar 2001 in München) war Professor für die Wissenschaft vom Christlichen Orient.

## Leben
Aßfalg studierte Philosophie und Theologie an der Hochschule in Freising und Universität Eichstätt. Das durch Kriegsdienst und -gefangenschaft unterbrochene Studium führte er ab 1946/7 in München fort. Er promovierte in München im Jahre 1950 und habilitierte sich dort auch im Jahre 1961. Ab 1966 war er Professor für das Fach 'Philologie des Christlichen Orients' an der Universität München. Sein bekanntestes Werk war das Kleine Wörterbuch des Christlichen Orients. Durch zahlreiche Artikel in Nachschlage- und Überblickswerken arbeitete er daran, das Bewusstsein für und die Kenntnis über den Christlichen Orient in der Orientalistik, der Theologie und in einer breiteren Öffentlichkeit zu fördern und wachzuhalten.
Er war Mitherausgeber der Zeitschrift Oriens Christianus. Seine Hauptforschungsgebiete waren die Georgische, Armenische und Syrische Literatur bzw. die Handschriften. Aßfalg unterrichtete die Hauptsprachen des Christlichen Orients, Syrisch, Äthiopisch, Koptisch, Armenisch und Georgisch, sowie deren Literaturen.

## Werke
- Kleines Wörterbuch des Christlichen Orients, Harrassowitz, Wiesbaden, 1975. ISBN 3-447-01707-4
- Thesaurus librorum,  Reichert, Wiesbaden, 1983
- Das Buch im Orient, Reichert,  Wiesbaden, 1982
- mit Zwolanek, Renée: Altgeorgische Kurzgrammatik. Universitätsverlag, Freiburg/Schweiz, 1976
- Syrische Handschriften, Steiner,  Wiesbaden, 1963
- Georgische Handschriften, Steiner, Wiesbaden, 1963
- Armenische Handschriften,  Steiner, Wiesbaden, 1962
- Beiträge in: Michael Tarchnisvili: Geschichte der kirchlichen georgischen Literatur. Città del Vaticano: Biblioteca Apostolica Vaticana, 1955
- Die Ordnung des Priestertums <tartib al-kahanut>: Ein altes liturg. Handb. d. kopt. Kirche. T. 1. 2. Phil. F. Diss. München, 1952